# Campeonato Sul-Americano de Futebol Sub-17 de 2025
O Campeonato Sul-Americano de Futebol Sub-17 de 2025, oficialmente CONMEBOL Sub 17 2025, foi a 20.ª edição da competição organizada pela Confederação Sul-Americana de Futebol (CONMEBOL) para jogadores com até 17 anos de idade. O evento foi realizado na Colômbia entre 27 de março e 12 de abril, sendo a primeira edição desde que a competição passou a ser anual assim como a Copa do Mundo FIFA Sub-17.
Com a ampliação da Copa do Mundo da categoria para 48 seleções, as sete equipes melhores colocadas se classificaram para a Copa do Mundo FIFA Sub-17 de 2025 como representantes da CONMEBOL. O Brasil conquistou seu 14.º título na categoria ao vencer a disputa por pênaltis contra a anfitriã Colômbia na final, após empate no tempo normal. Além dos finalistas, Venezuela, Chile, Paraguai, Argentina e Bolívia completaram a relação de classificados ao mundial.

## Equipes participantes
Todas as dez equipes filiadas a CONMEBOL participaram do evento:
| - Argentina - Bolívia - Brasil (atual campeão) - Chile - Colômbia (anfitrião) | - Equador - Paraguai - Peru - Uruguai - Venezuela |

## Sedes
A Venezuela foi originalmente anunciada como país anfitrião do torneio pelo presidente da CONMEBOL, Alejandro Domínguez, durante uma reunião do conselho da CONMEBOL realizada em 10 de abril de 2024. No entanto, em 15 de novembro de 2024, a CONMEBOL anunciou algumas mudanças em seu calendário de competições para 2025 em uma carta enviada às suas associações-membro, transferindo o Campeonato Sul-Americano Sub-17 para a Colômbia em substituição à Venezuela, que passou a ser sede do Campeonato Sul-Americano Sub-20 de 2025.
Dois estádios foram definidos pela CONMEBOL para serem utilizados no campeonato, nas cidades de Montería e Cartagena das Índias.
| Montería           | Montería CartagenaLocation of the host cities. | Cartagena                |
| ------------------ | ---------------------------------------------- | ------------------------ |
| Estádio Jaraguay   | Montería CartagenaLocation of the host cities. | Estádio Jaime Morón León |
| Capacidade: 12 000 | Montería CartagenaLocation of the host cities. | Capacidade: 17 500       |
|                    | Montería CartagenaLocation of the host cities. |                          |

## Árbitros
A Comissão de Árbitros da CONMEBOL selecionou dez árbitros e vinte assistentes.
| Árbitros               | Assistentes                               |
| ---------------------- | ----------------------------------------- |
| ARG Sebastián Martínez | ARG Juan Mamani ARG Mariana de Almeida    |
| BOL Gabriel Mendoza    | BOL Luiz Valdez BOL Richar Orellana       |
| BRA Matheus Candançan  | BRA Luanderson de Lima BRA Brígida Cirilo |
| CHI Diego Flores       | CHI Wladimir Muñoz CHI Carlos Venegas     |
| COL Diego Ulloa        | COL David Fuentes COL Jenny Torres        |

| Árbitros           | Assistentes                           |
| ------------------ | ------------------------------------- |
| ECU Anthony Díaz   | ECU Andrés Tola ECU Viviana Segura    |
| PAR David Ojeda    | PAR Esteban Testta PAR Lorena Miranda |
| PER Jordi Espinoza | PER Alberth Alarcón PER Leonar Soto   |
| URU Hernán Heras   | URU Pablo Llarena URU Matías Muniz    |
| VEN Rony Cuevas    | VEN Paolo García VEN Thaity Dugarte   |

## Sorteio
O sorteio foi realizado em 19 de dezembro de 2024 na sede da CONMEBOL em Luque, no Paraguai. A anfitriã Colômbia e o campeão vigente Brasil foram alocados nos grupos A e B respectivamente, enquanto as demais seleções completaram os demais potes de acordo com as posições no Campeonato Sul-Americano de 2023.
| Cabeças de chave | Pote 2            | Pote 3             | Pote 4        | Pote 5       |
| ---------------- | ----------------- | ------------------ | ------------- | ------------ |
| Colômbia Brasil  | Equador Argentina | Venezuela Paraguai | Chile Uruguai | Bolívia Peru |

## Fase de grupos
As 10 equipes participantes foram divididas em dois grupos de cinco equipes cada. As duas primeiras colocadas em cada um dos grupos se classificam à Copa do Mundo FIFA Sub-17 de 2025 e avançam para as semifinais. As terceiras e quarto colocadas em cada um dos grupos avançam para a disputa do quinto ao oitavo lugar em busca das três vagas restantes ao mundial da categoria.
Em caso de empate por pontos em qualquer uma das posições, a classificação é determinada de acordo com os seguintes critérios, por ordem:
1. Resultado entre as equipes empatadas;
  - Pontos no confronto direto entre as equipes empatadas;
  - Diferença de gols no confronto direto entre as equipes empatadas;
  - Gols marcados em confrontos diretos entre os times empatados;
2. Diferença de gols em todos os jogos do grupo;
3. Gols marcados em todos os jogos do grupo;
4. Menos cartões vermelhos recebidos;
5. Menos cartões amarelos recebidos;
6. Sorteio.

Todas as partidas seguem o fuso horário da Colômbia (UTC−5).

### Grupo A
| Pos | Equipe    | Pts | J | V | E | D | GP | GC | SG  | Classificado                                   |
| --- | --------- | --- | - | - | - | - | -- | -- | --- | ---------------------------------------------- |
| 1   | Colômbia  | 9   | 4 | 3 | 0 | 1 | 5  | 2  | +3  | Semifinais e Copa do Mundo FIFA Sub-17 de 2025 |
| 2   | Chile     | 9   | 4 | 3 | 0 | 1 | 9  | 3  | +6  | Semifinais e Copa do Mundo FIFA Sub-17 de 2025 |
| 3   | Argentina | 6   | 4 | 2 | 0 | 2 | 12 | 6  | +6  | 5.º–8.º lugar                                  |
| 4   | Paraguai  | 6   | 4 | 2 | 0 | 2 | 7  | 5  | +2  | 5.º–8.º lugar                                  |
| 5   | Peru      | 0   | 4 | 0 | 0 | 4 | 0  | 17 | −17 |                                                |

1. 1 2  Confronto direto: Colômbia 1–0 Chile
2. 1 2  Confronto direto: Argentina 4–1 Paraguai

| 27 de março | Peru | 0 – 5     | Paraguai                                                     | Estádio Jaraguay, Montería |
| 16:30       |      | Relatório | De Carvalho 10' · Zayas 19' · Villalba 43', 48' · Campss 86' | Árbitro: ECU Anthony Díaz  |

| 27 de março | Colômbia    | 1 – 0     | Chile | Estádio Jaraguay, Montería |
| 19:00       | Londoño 75' | Relatório |       | Árbitro: VEN Rony Cueva    |

| 29 de março | Chile                                   | 3 – 2     | Argentina            | Estádio Jaraguay, Montería |
| 16:30       | Sepúlveda 56' · Yáñez 70' · Jiménez 81' | Relatório | De Martis 45', 90+6' | Árbitro: URU Hernán Heras  |

| 29 de março | Peru | 0 – 2     | Colômbia                    | Estádio Jaraguay, Montería   |
| 19:00       |      | Relatório | Trujillo 86' · Flórez 90+5' | Árbitro: BOL Gabriel Mendoza |

| 31 de março | Chile                                                   | 5 – 0     | Peru | Estádio Jaraguay, Montería     |
| 16:30       | Cuevas 17' (pen.), 70' · Orellana 24' · Olguín 43', 65' | Relatório |      | Árbitro: BRA Matheus Candançan |

| 31 de março | Argentina                                        | 4 – 1     | Paraguai      | Estádio Jaraguay, Montería |
| 19:00       | Ojeda 24' · Meza 37' · Espíndola 81' · Verón 82' | Relatório | Buhring 90+6' | Árbitro: VEN Rony Cueva    |

| 2 de abril | Argentina                                                         | 5 – 0     | Peru | Estádio Jaraguay, Montería   |
| 16:30      | Ojeda 8' · Castillo 41' (g.c.) · Piñeyro 52', 86' · De Martis 78' | Relatório |      | Árbitro: BOL Gabriel Mendoza |

| 2 de abril | Paraguai    | 1 – 0     | Colômbia | Estádio Jaraguay, Montería |
| 19:00      | Coronel 69' | Relatório |          | Árbitro: ECU Anthony Díaz  |

| 5 de abril | Colômbia                 | 2 – 1     | Argentina            | Estádio Jaime Morón León, Cartagena |
| 19:00      | Macías 10' · Londoño 16' | Relatório | De Martis 77' (pen.) | Árbitro: BRA Matheus Candançan      |

| 5 de abril | Paraguai | 0 – 1     | Chile                | Estádio Jaraguay, Montería |
| 19:00      |          | Relatório | Olguín 90+11' (pen.) | Árbitro: URU Hernán Heras  |

### Grupo B
| Pos | Equipe    | Pts | J | V | E | D | GP | GC | SG | Classificado                                   |
| --- | --------- | --- | - | - | - | - | -- | -- | -- | ---------------------------------------------- |
| 1   | Brasil    | 10  | 4 | 3 | 1 | 0 | 8  | 3  | +5 | Semifinais e Copa do Mundo FIFA Sub-17 de 2025 |
| 2   | Venezuela | 7   | 4 | 2 | 1 | 1 | 5  | 3  | +2 | Semifinais e Copa do Mundo FIFA Sub-17 de 2025 |
| 3   | Equador   | 6   | 4 | 2 | 0 | 2 | 8  | 5  | +3 | 5.º–8.º lugar                                  |
| 4   | Bolívia   | 3   | 4 | 1 | 0 | 3 | 2  | 7  | −5 | 5.º–8.º lugar                                  |
| 5   | Uruguai   | 2   | 4 | 0 | 2 | 2 | 3  | 8  | −5 |                                                |

| 28 de março | Bolívia | 0 – 2     | Venezuela                  | Estádio Jaime Morón León, Cartagena |
| 16:30       |         | Relatório | Claut 27' · Berroterán 77' | Árbitro: COL Diego Ulloa            |

| 28 de março | Brasil         | 1 – 1     | Uruguai        | Estádio Jaime Morón León, Cartagena |
| 19:00       | Ruan Pablo 50' | Relatório | Azambuja 45+2' | Árbitro: ARG Sebastián Martínez     |

| 30 de março | Bolívia | 0 – 3     | Brasil                         | Estádio Jaime Morón León, Cartagena |
| 16:30       |         | Relatório | Ruan Pablo 7', 62' · Kayke 81' | Árbitro: PER Jordi Espinoza         |

| 30 de março | Uruguai | 0 – 4     | Equador                                     | Estádio Jaime Morón León, Cartagena |
| 19:00       |         | Relatório | Legendre 1' · Angulo 37' · Lerma 43', 45+3' | Árbitro: PAR David Ojeda            |

| 1 de abril | Uruguai | 0 – 1     | Bolívia     | Estádio Jaime Morón León, Cartagena |
| 16:30      |         | Relatório | Maraude 43' | Árbitro: CHI Diego Flores           |

| 1 de abril | Equador | 0 – 1     | Venezuela | Estádio Jaime Morón León, Cartagena |
| 19:00      |         | Relatório | Claut 51' | Árbitro: ARG Sebastián Martínez     |

| 3 de abril | Equador           | 2 – 1     | Bolívia          | Estádio Jaime Morón León, Cartagena |
| 16:30      | Quintero 33', 50' | Relatório | Pérez 84' (pen.) | Árbitro: PER Jordi Espinoza         |

| 3 de abril | Venezuela | 0 – 1     | Brasil           | Estádio Jaime Morón León, Cartagena |
| 19:00      |           | Relatório | Luis Eduardo 88' | Árbitro: PAR David Ojeda            |

| 5 de abril | Brasil                                            | 3 – 2     | Equador                                      | Estádio Jaime Morón León, Cartagena |
| 16:30      | Luis Eduardo 55' · Gustavo 57' · Luis Gustavo 89' | Relatório | Luis Eduardo 45+1' (g.c.) · Lerma 52' (pen.) | Árbitro: ARG Sebastián Martínez     |

| 5 de abril | Venezuela               | 2 – 2     | Uruguai                           | Estádio Jaraguay, Montería |
| 16:30      | Claut 43' · Uribe 90+5' | Relatório | Dos Santos 10' · F. Fernández 75' | Árbitro: COL Diego Ulloa   |

## Fase final
A fase final será disputada no formato de eliminação simples e consiste nas partidas do 5.º ao 8.º lugar, semifinais, disputa do terceiro lugar e final. Se uma partida estiver empatada no final do tempo normal de jogo, o vencedor será decidido diretamente nas disputas por pênaltis.
Todas as partidas seguem o fuso horário da Colômbia (UTC−5).

### Classificação 5.º–8.º lugar
|  | Classificação 5.º–8.º | Classificação 5.º–8.º |              |       | Quinto lugar | Quinto lugar |
|  |                       |                       |              |       |              |              |
|  | 8 de abril            |                       |              |       |              |              |
|  |                       |                       |              |       |              |              |
|  | Argentina             | 3                     |              |       |              |              |
|  | Argentina             | 3                     | 11 de abril  |       |              |              |
|  | Bolívia               | 0                     |              |       |              |              |
|  | Bolívia               | 0                     | Argentina    | 1 (3) |              |              |
|  | 8 de abril            |                       | Argentina    | 1 (3) |              |              |
|  |                       | Paraguai (pen.)       | 1 (4)        |       |              |              |
|  | Equador               | Paraguai (pen.)       | 1 (4)        | 0 (4) |              |              |
|  | Equador               |                       |              | 0 (4) |              |              |
|  | Paraguai (pen.)       | 0 (5)                 |              |       |              |              |
|  | Paraguai (pen.)       | 0 (5)                 | Sétimo lugar |       |              |              |
|  |                       |                       |              |       |              |              |
|  | 11 de abril           |                       |              |       |              |              |
|  |                       |                       |              |       |              |              |
|  | Bolívia               | 1                     |              |       |              |              |
|  | Bolívia               | 1                     |              |       |              |              |
|  | Equador               | 0                     |              |       |              |              |

Os vencedores se classificam à Copa do Mundo FIFA Sub-17 de 2025.
| 8 de abril | Equador | 0 – 0     | Paraguai | Estádio Jaraguay, Montería |
| 16:00      |         | Relatório |          | Árbitro: COL Diego Ulloa   |

|                                      |       | Penalidades                          |  |
| Ortiz Legendre Dacosta Lerma Caicedo | 4 – 5 | Zayas Ledesma Franco Buhring Coronel |  |

| 8 de abril | Argentina                      | 3 – 0     | Bolívia | Estádio Jaraguay, Montería |
| 19:00      | De Martis 44', 58' · Parmo 90' | Relatório |         | Árbitro: VEN Rony Cueva    |

#### Disputa pelo sétimo lugar
O vencedor se classifica à Copa do Mundo FIFA Sub-17 de 2025.
| 11 de abril | Bolívia    | 1 – 0     | Equador | Estádio Jaraguay, Montería     |
| 16:00       | García 52' | Relatório |         | Árbitro: BRA Matheus Candançan |

#### Disputa pelo quinto lugar
| 11 de abril | Argentina      | 1 – 1     | Paraguai | Estádio Jaraguay, Montería   |
| 19:00       | González 90+5' | Relatório | Jara 14' | Árbitro: BOL Gabriel Mendoza |

|                                   |       | Penalidades                                |  |
| Mattar Parmo Verón Meza De Martis | 3 – 4 | De Carvalho Zayas Ledesma Villalba Coronel |  |

### Semifinais
|  | Semifinais  | Semifinais    |                |       | Final | Final |
|  |             |               |                |       |       |       |
|  | 9 de abril  |               |                |       |       |       |
|  |             |               |                |       |       |       |
|  | Colômbia    | 5             |                |       |       |       |
|  | Colômbia    | 5             | 12 de abril    |       |       |       |
|  | Venezuela   | 1             |                |       |       |       |
|  | Venezuela   | 1             | Colômbia       | 1 (1) |       |       |
|  | 9 de abril  |               | Colômbia       | 1 (1) |       |       |
|  |             | Brasil (pen.) | 1 (4)          |       |       |       |
|  | Brasil      | Brasil (pen.) | 1 (4)          | 1     |       |       |
|  | Brasil      |               |                | 1     |       |       |
|  | Chile       | 0             |                |       |       |       |
|  | Chile       | 0             | Terceiro lugar |       |       |       |
|  |             |               |                |       |       |       |
|  | 12 de abril |               |                |       |       |       |
|  |             |               |                |       |       |       |
|  | Venezuela   | 3             |                |       |       |       |
|  | Venezuela   | 3             |                |       |       |       |
|  | Chile       | 0             |                |       |       |       |

| 9 de abril | Brasil   | 1 – 0     | Chile | Estádio Jaime Morón León, Cartagena |
| 16:00      | Dell 65' | Relatório |       | Árbitro: PAR David Ojeda            |

| 9 de abril | Colômbia                                                | 5 – 1     | Venezuela | Estádio Jaime Morón León, Cartagena |
| 19:00      | Londoño 16', 37', 55' (pen.) · Flórez 82' · Urrutia 87' | Relatório | Claut 34' | Árbitro: PER Jordi Espinoza         |

#### Disputa pelo terceiro lugar
| 12 de abril | Venezuela                               | 3 – 0     | Chile | Estádio Jaime Morón León, Cartagena |
| 16:00       | Berroterán 51' · Boyer 64' · Maitán 68' | Relatório |       | Árbitro: ECU Anthony Díaz           |

#### Final
| 12 de abril | Colômbia      | 1 – 1     | Brasil              | Estádio Jaime Morón León, Cartagena |
| 19:00       | Sevillano 41' | Relatório | Ângelo Henrique 88' | Árbitro: URU Hernán Heras           |

|                     |       | Penalidades                   |  |
| Rivas Orozco Cataño | 1 – 4 | Gustavo Tiago Ruan Pablo Dell |  |

## Premiação
| Campeonato Sul-Americano Sub-17 de 2025 |
| Brasil                                  |
| --------------------------------------- |
| BRASIL Bicampeão (14º título)           |

## Artilharia
6 gols
- ARG Thomás de Martis

5 gols
- COL Santiago Londoño

4 gols
- VEN Diego Claut

3 gols
- BRA Ruan Pablo
- CHI Alonso Olguín
- ECU Justin Lerma

2 gols
- ARG Joaquín Piñeyro
- ARG Uriel Ojeda
- BRA Luis Eduardo
- CHI Yastin Cuevas
- COL Cristian Flórez
- ECU Edwin Quintero
- PAR Pedro Villalba
- VEN Yimvert Berroterán

1 gol
- ARG Alex Verón
- ARG Bautista González
- ARG Juan Cruz Meza
- ARG Santiago Espíndola
- ARG Tomás Parmo
- BOL Diego Pérez
- BOL Jesús Maraude
- BOL Santos García
- BRA Ângelo Henrique
- BRA Dell
- BRA Gustavo
- BRA Kayke
- BRA Luis Gustavo
- CHI Cristóbal Sepúlveda
- CHI Matías Orellana
- CHI Martín Jiménez
- CHI Zidane Yáñez
- COL Ashley Trujillo
- COL Criss Macías
- COL Jhon Sevillano
- COL Yeminson Urrutia
- ECU Elías Legendre
- ECU Juan Riquelme Angulo
- PAR Fernando Zayas
- PAR Jhosías Campss
- PAR José Buhring
- PAR Mauricio De Carvalho
- PAR Mauro Coronel
- PAR Tobías Jara
- URU Agustín dos Santos
- URU Francisco Fernández
- URU Nicolás Azambuja
- VEN Juan Boyer
- VEN Juan Camilo Uribe
- VEN Marcos Maitán

Gols contra
- BRA Luis Eduardo (para o Equador)
- PER Gerson Castillo (para a Argentina)

## Classificação final
| Pos. | Seleção   | Classificação                     |
| ---- | --------- | --------------------------------- |
| 1    | Brasil    | Copa do Mundo FIFA Sub-17 de 2025 |
| 2    | Colômbia  | Copa do Mundo FIFA Sub-17 de 2025 |
| 3    | Venezuela | Copa do Mundo FIFA Sub-17 de 2025 |
| 4    | Chile     | Copa do Mundo FIFA Sub-17 de 2025 |
| 5    | Paraguai  | Copa do Mundo FIFA Sub-17 de 2025 |
| 6    | Argentina | Copa do Mundo FIFA Sub-17 de 2025 |
| 7    | Bolívia   | Copa do Mundo FIFA Sub-17 de 2025 |
| 8    | Equador   |                                   |
| 9    | Uruguai   |                                   |
| 10   | Peru      |                                   |